# Carl Robert
Carl Robert (8 mars 1850 à Marbourg - 17 janvier 1922 à Halle-sur-Saale) est un historien, philologue et archéologue allemand.

## Biographie
Après ses études à l'université de Bonn et à l'université de Berlin, il travailla pour l'Institut archéologique allemand en Italie et Grèce, avant d'être nommé professeur à l'université de Berlin et de finir sa carrière à l'université de Halle.
Robert est marié à Clara Neumeister, qui est décédée dès 1899. Le couple a trois enfants : le fils Wolfgang (né en 1881) devient juge, la fille aînée Helene (née en 1879) épouse le juriste Moritz Liepmann (de), la cadette, Anna (née en 1882), épouse l'archéologue de Marbourg Walter Altmann (de) (1873-1910).

## Distinctions
- Chevalier de l'ordre royal de l'Étoile polaire.

## Publications
- Bild und Lied : Archäologische Beiträge zur Geschichte der griechischen Heldensage, 1881.
- Die Nekyia des Polygnotos, 1892
- Die Iliupersis des Polygnotos, 1893
- Studien zur Ilias, 1901.
- Oidipus: Geschichte eines poetischen Stoffs in griechischen Altertum, Berlin, Weidmann, 1915
- Archaeologische Hermeneutik : Anleitung zur Deutung klassischer Bildwerke, 1919.
- (de) Die griechische Heldensage (Griechische Mythologie II), 1920-1926, 3 vol.